# Treasures of the Deep
Treasures of the Deep è un videogioco d'azione e simulatore di sottomarini creato dalla Black Ops Entertainment per PlayStation. È stato pubblicato nel 1997 in Nord America dalla Namco e nel 1998 in Europa dalla Sony Computer Entertainment Europe.
La colonna sonora fu composta da Tommy Tallarico.

## Trama
Jack Runyan, un ex Navy SEAL e veterano della Guerra del Golfo, è un mercenario che lavora per l'U.M.A. (Undersea Mercenary Agency), il cui quartier generale è vicino a Vieques. Egli riceve incarichi ad alto rischio da effettuare in solitaria. Sebbene inizialmente gli viene chiesto solo il recupero di reperti storici perduti in relitti navali e aerei e l'intervento in zone a rischio di guerra, a metà gioco viene rivelato il vero obiettivo dell'UMA: Simon Black, leader del Seismic Corp, pericolosa organizzazione terroristica internazionale. Per intercettarlo Jack viene mandato nell'Atlantico del Nord, dove si sospetta imbarcato in una nave cargo di armi naufragata; li la distrugge prima che gli uomini del Seismic Corp entrino per recuperare le armi. 
Successivamente Jack indaga sulla misteriosa scomparsa di un Boeing 747 durante l'attraversamento di quest'ultimo nel triangolo delle Bermude, dove si sospetta che sia presente uno scienziato affiliato con il Seismic Corp: nonostante le difficoltà (nel triangolo delle Bermude sia radar che sonar spesso non funzionano in certe aree) Jack riesce a recuperare la scatola nera dell'aereo, in cui sono registrati documenti che provano la presenza di un reattore nucleare sconosciuto nella Grande Barriera Corallina difeso addirittura da un campo di forza magnetico. La sua distruzione è affidata a Jack. Meditando vendetta, Black si impadronisce di un laboratorio di maricoltura nelle coste giapponesi. Nel liberarlo dagli uomini di Black, Jack scopre e distrugge anche uno strumento che causa terremoti sottomarini "artificiali".
Nella sua decima missione Jack è impegnato in un'utopica discesa nei fondali della fossa delle Marianne per il recupero in superficie dello Space Shuttle Atlantis caduto per cause ignote. L'importanza della missione è dovuta alla natura strettamente militare per cui lo shuttle era stato progettato e perché contiene segreti militari importantissimi che farebbero gola a Simon Black, sfortunatamente giunto per primo sul posto e protetto da un gigantesco mecha antropomorfo corazzato. Non riesce a carpire informazioni a causa all'intervento tempestivo di Jack, ma riesce comunque a fuggire (senza sapere di essere seguito). L'analisi del relitto dell'Atlantis rivela la natura dolosa dell'incidente e la responsabilità del Seismic Corp; il quartier generale dell'organizzazione viene identificato in una flotta al largo dell'Antartide e la sua distruzione è affidata alla marina degli Stati Uniti d'America che a questo scopo invia una flotta d'attacco verso Capo Horn: il ruolo di Jack in questa missione è quello di affiancare il convoglio. Durante l'attacco Simon Black riesce a fuggire con un piccolo sottomarino e viene seguito fino al suo vero quartier generale: un'enorme grotta sottomarina al largo del Mare di Weddell. Con molta fatica Jack riesce ad infiltrarsi nelle strette caverne d'ingresso, ma infine riesce ad uccidere Black dentro al suo resistentissimo mecha.

## Modalità di gioco
Il giocatore è ai comandi di un sommergibile monoposto addetto all'esplorazione di ambienti sottomarini. La visuale è intercambiabile, in prima o in terza persona. L'obiettivo del gioco è di esplorare i mari attorno a una zona cercando di completare gli obiettivi di ogni missione, che variano dal recupero in superficie di oggetti particolari, all'esplorazione di caverne e relitti e alla distruzione di installazioni militari. La ricerca di tesori è "l'obiettivo secondario", necessario ad incamerare denaro per l'acquisto di sottomarini ed equipaggiamenti avanzati, molto abbondante è anche la fauna sottomarina, comprensiva di squali che possono attaccare il giocatore. Si viene multati se si uccidono specie protette (delfini, balene).
Il gioco è ambientato in 14 zone sottomarine del mondo, dal triangolo delle Bermude alla Grande Barriera Corallina finanche nei fondali della fossa delle Marianne. I livelli sono progettati per dare un'ambientazione claustrofobica ed inquietante, ed ognuno di essi contiene luoghi ed oggetti nascosti. Se il giocatore raggiunge un nuovo record di punteggio per un livello si sblocca un livello bonus, Shark Attack, dove si impersona uno squalo e l'obiettivo è mangiare più animali possibili entro un tempo limite (di solito due minuti). Dalla quarta missione si possono cercare i pezzi in marmo mancanti del quadro raffigurante la locazione di Atlantide, sbloccabile come livello bonus a fine gioco.